# Brandkrustenpilz
Der Brandkrustenpilz (Kretzschmaria deusta, Syn. Hypoxylon deustum und Ustulina deusta) aus der Familie der Holzkeulenverwandten lebt sowohl parasitisch als auch saprobiontisch in und an verschiedenen Laubbäumen, besonders häufig an Linden und Buchen.

## Merkmale

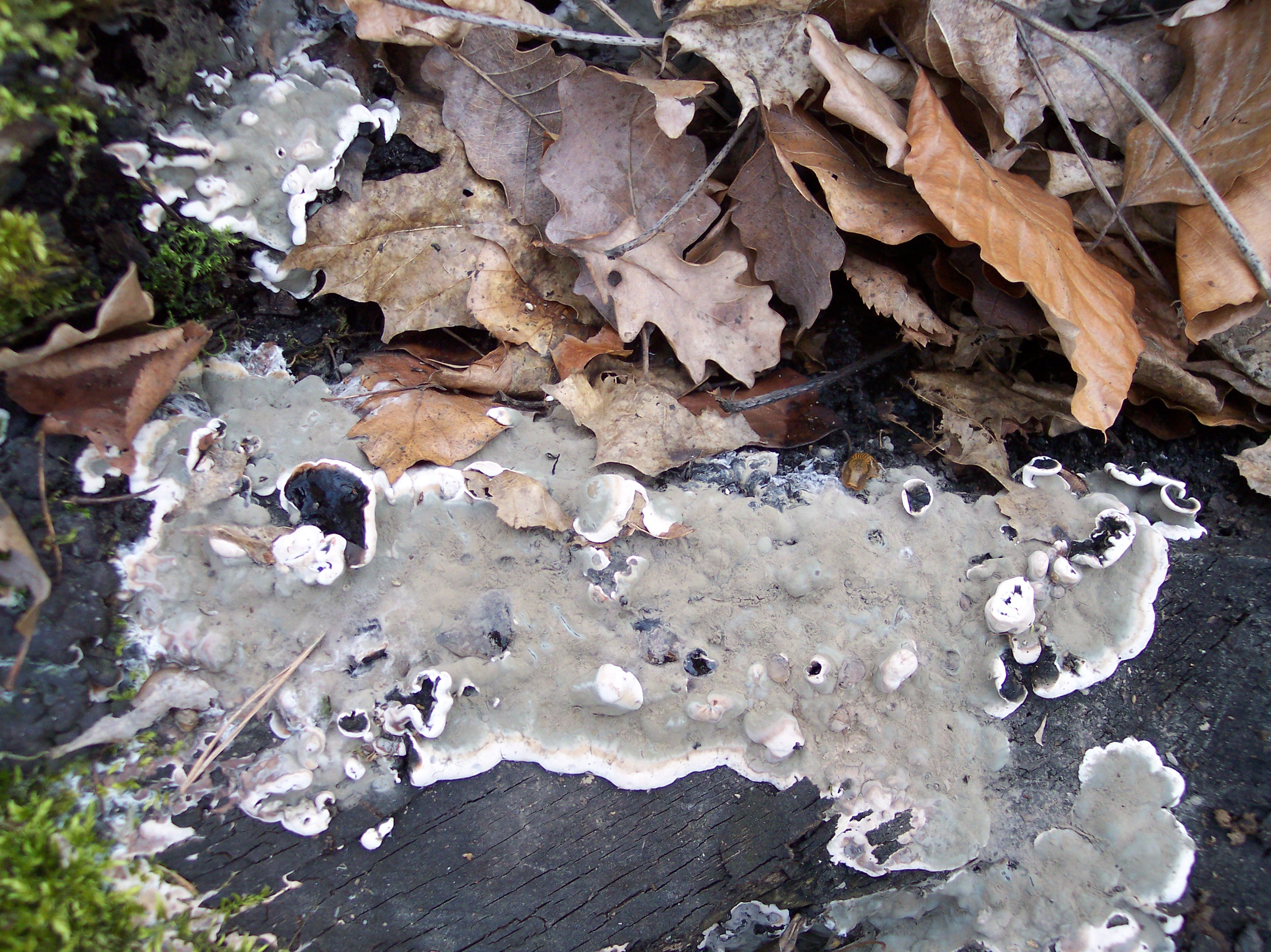
Konidienform des Brandkrustenpilzes

### Makroskopische Merkmale
Der Brandkrustenpilz besitzt ein krustenförmiges, ausgedehntes schwarzweißes Stroma mit einer Dicke von 0,2–2 cm und einer unregelmäßigen Begrenzung. Die Oberfläche ist grob und ungleichmäßig wulstig-höckrig. Durch die Perithecien-Mündungen wirkt sie punktiert. Die Konsistenz ist sehr hart, im Alter fühlt sich das Gebilde wie Holzkohle an. Im Inneren des Stromas sitzen viele bis zu 1,5 mm breite, sphärische bis eiförmige Perithecien. Das Sporenpulver ist schwarz. Im Frühjahr bildet die imperfekte Konidienform dünne Beläge, die durch die Konidiosporen grau erscheinen.

### Mikroskopische Merkmale
Die Asci sind zylindrisch gestielt und werden ungefähr 410–480 Mikrometer lang und 10–14 µm breit. Die Ascusspitze blaut in Melzers Reagenz. Die Sporen sind unregelmäßig elliptisch, glatt und besitzen 2 hellere Öltropfen und eine in Längsrichtung liegende Keimspalte, die aber nicht die ganze Spore entlangzieht. Sie messen 27–35(–38) × 7–9 µm.

## Artabgrenzung
Der Pilz kann mit einiger Erfahrung kaum mit anderen Arten verwechselt werden. Eine gewisse Ähnlichkeit können einige Kohlenbeeren (Hypoxylon) wie die häufig auf Birkenästen wachsende Vielgestaltige Kohlenbeere (H. multiforme) haben, die sich ebenfalls häufig krustenförmig auf dem Substrat ausbreiten. Bei der Vielgestaltigen Kohlenbeere sind die jungen Stromata rotbraun gefärbt, bevor sie sich schwarz färben. Die Sporen sind deutlich kleiner.

## Ökologie

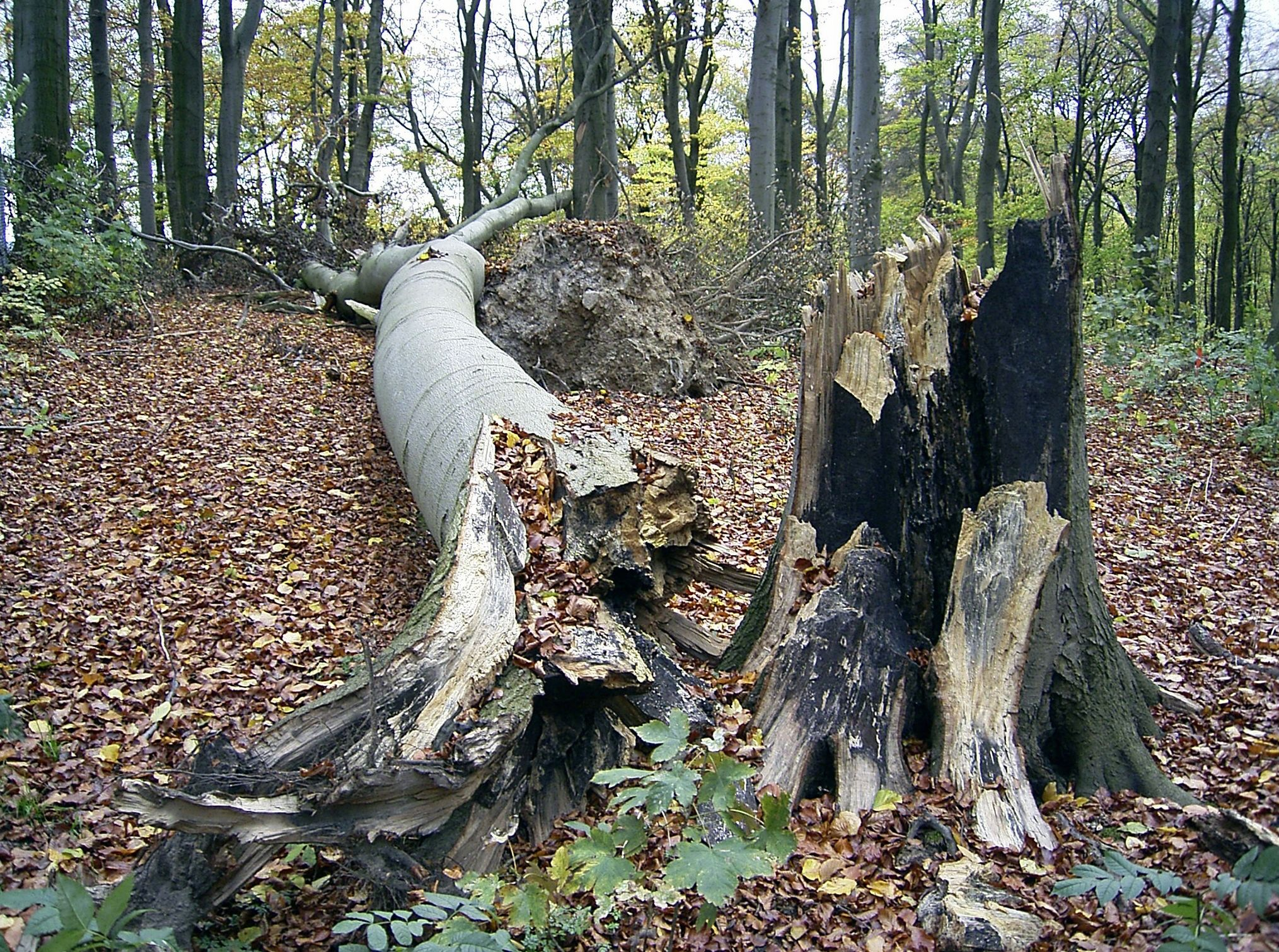
Die Rotbuche wurde durch den Brandkrustenpilz destabilisiert und kippte um.

Der Pilz kommt sehr häufig in Europa und Nordamerika parasitisch und saprobiontisch vor allem in und an Buchen, aber auch in anderen Laubbäumen vor, beispielsweise in Ahorn-Stämmen. Er ist ganzjährig zu finden, die Sporen reifen im Herbst. Der Pilz verursacht Moderfäule in Wurzeln und bodennahen, seltener in höheren Stammregionen. Von außen gesehen zeigen sich häufig keine Schäden. Krustenförmige, mehrere Zentimeter breite, graue, in älteren Stadien schwarze, kohlige Überzüge (Fruchtkörper) mit oft aufgewölbtem Rand unmittelbar an der Stammbasis sind meist erst nach dem Zusammenbruch der Bäume sichtbar.

## Bedeutung
Die Spuren des Brandkrustenpilzes führen durch die schwarzen Verfärbungen im Holz nicht selten zu falschen Vermutungen über Brandstiftungen. Die Standfestigkeit der Bäume kann nach Jahren stark gemindert werden. Von außen besehen auf den ersten Blick symptomfreie Bäume können in seltenen Fällen ohne Vorwarnung umstürzen. Allerdings ist zu beachten, dass die Holzabbaugeschwindigkeit und nachfolgende Gefahr für Bruch- und Standsicherheit durch den Brandkrustenpilz am realen Baum oftmals weit überschätzt wird, weil Laborergebnisse aus der Analyse von getrockneten und sterilisierten Holzproben auf den lebenden Baum übertragen wurden. Hierbei sind insbesondere die Ergebnisse aus Untersuchungen über den Einfluss der Holzfeuchte zu beachten (siehe Boddy & Rayner 1983/1989), die wiederum zur Folge haben, dass möglichst keine oder nur geringe Rückschnitte erfolgen sollten.

## Taxonomie
Die Art wurde zuerst 1787 von Georg Franz Hoffmann als Sphaeria deusta beschrieben, aber schon vier Jahre später von Bulliard in die Gattung Hypoxylon gestellt. Lange war sie dann als Hypoxylon deustum bekannt, auch Ustulina deusta war relativ gebräuchlich. Erst 1970 stellt Philip Michael Dunlop Martin den Brandkrustenpilz in die von  Elias Magnus Fries schon 1849 beschriebene Gattung Kretzschmaria.